# Сода, Акио
Акио Сода (яп. 左右田 秋雄; 10 апреля 1909, Дайрен, Ta-lien — неизвестно) — японский хоккеист на траве, защитник. Серебряный призёр летних Олимпийских игр 1932 года.

## Биография
Акио Сода родился 10 апреля 1910 года в японском городе Дайрен (сейчас китайский город Далянь).
Учился в университете Васэда в Токио, играл в хоккей на траве за его команду.
В 1932 году вошёл в состав сборной Японии по хоккею на траве на летних Олимпийских играх в Лос-Анджелесе и завоевал серебряную медаль. Играл на позиции защитника, провёл 2 матча, мячей не забивал.
По состоянию на 1988 год был вице-президентом федерацией хоккея префектуры Айти.
Умер не позднее 2012 года.